# Катанандов, Сергей Леонидович
Серге́й Леони́дович Катана́ндов (род. 21 апреля 1955, Петрозаводск, Карело-Финская ССР, СССР) — советский и российский государственный деятель.
Высшее должностное лицо Республики Карелия (председатель правительства и глава республики) с 1 июня 1998 по 30 июня 2010.
Член Совета Федерации Федерального собрания Российской Федерации от исполнительной власти Республики Карелия с 22 сентября 2010 по 25 сентября 2017. Кандидат философских наук.

## Биография
Родился 21 апреля 1955 года в Петрозаводске в семье Леонида Дмитриевича (1929—2001) и Людмилы Александровны (1930—1982) Катанандовых. По национальности русский.
Отец, уроженец Майкопа, выпускник ЛИСИ (1953), заслуженный строитель Карельской АССР (1978) и РФ (1999), Почётный гражданин Республики Карелия (2000), в 1965—1986 годах возглавлял строительный трест «Главсевзапстрой» (Петрозаводск) Министерства промышленного строительства РСФСР. Под руководством Леонида Катанандова расширялись мощности крупнейших промышленных предприятий республики — Петрозаводскмаш, Надвоицкий алюминиевый, Онежский тракторный заводы, Сегежский и Кондопожский ЦБК.
Мать — коренная ленинградка, выпускница юрфака ЛГУ (1954), прокурор отдела общего надзора Петрозаводска, помощник прокурора Петрозаводска, член Верховного суда Карелии с декабря 1969 года, заслуженный юрист Карельской АССР (1980).
Обучался в средней школе № 30 города Петрозаводска.
В 1972 году, по окончании школы, поступил в Петрозаводский государственный университет имени О. В. Куусинена на факультет промышленного и гражданского строительства. Через пять лет, в 1977 году окончил его.
С 1977 года по 1988 год работал в СМУ № 1 треста «Петрозаводскстрой», пройдя путь от мастера на стройке до главного инженера. С мая 1989 года по июнь 1990 года работал начальником проектно-строительного объединения крупнопанельного домостроения в Петрозаводске.

## Начало карьеры

### Депутат Петросовета (1987—1990)
В 1987 году избран депутатом Петрозаводского городского Совета народных депутатов, был председателем комиссии по экономике.

### Мэр Петрозаводска (1990—1998)
21 июня 1990 года был избран председателем исполкома Петрозаводского горсовета народных депутатов. В декабре 1991 года — мэром Петрозаводска.
Во время августовских событий 1991 года вместе с руководством Петрозаводска демонстративно вышел из рядов партии, принимал активное участие в массовых митингах против ГКЧП. Подверг критике бездействие властей республики в сложившейся ситуации.
В дни октябрьского политического кризиса 1993 года поддержал Председателя Совета Министров РК Сергея Блинникова в конфликте с Верховным Советом Республики Карелия XII созыва, занявшим антиельцинскую позицию.
28 декабря 1993 года избран председателем Петрозаводского городского Совета.
В 1994 году с отличием окончил Северо-Западный кадровый центр (Институт государственной службы) по специальности «государственное и муниципальное управление».
В 1996 году окончил Северо-Западную академию госслужбы (Санкт-Петербург) по специальности «юриспруденция».
В Законодательном Собрании Республики Карелия, членом Палаты Республики которого он являлся будучи главой муниципального образования, занимал должность председателя Конституционного комитета.
12 марта 1998 года досрочно подал в отставку с целью участия в выборах на должность руководителя региона.

## Руководитель Республики Карелия

### Председатель (Премьер-министр) Правительства Республики Карелия (1998—2002)
26 апреля 1998 года состоялись выборы Председателя Правительства Республики Карелия — высшего должностного лица региона. В борьбе с действующим руководителем республики Виктором Степановым Сергей Катанандов заручился политической поддержкой НДР и ЛДПР, а также финансовой поддержкой со стороны петрозаводского бизнесмена Леонида Белуги и петербургского концерна «Орими», заняв первое место с 36 % голосов. Во втором туре, прошедшем 17 мая 1998 года, выиграл выборы с результатом в 49,48 %.
Вступил в должность 1 июня 1998 года.
В качестве Председателя правительства Республики Карелия получил полномочия члена Совета Федерации Федерального собрания Российской Федерации, где входил в комитет по делам федерации, федеративному договору и региональной политике.
В ноябре 1998 года участвовал в создании движения Юрия Лужкова «Отечество», в августе 1999 вошёл в состав его Центрального совета. На думских выборах 1999 года возглавил региональную группу от Карелии, Новгородской и Псковской областей в федеральном списке блока «Отечество — Вся Россия». Однако высокого результата блоку в республике достичь не удалось, собрав всего 9 % голосов, он занял лишь пятое место, в то время как межрегиональное движение «Единство» смогло получить 31,8 % даже при отсутствии у него регионального отделения (учредительный съезд состоялся в январе 2000 года) в Карелии. Кроме того неофициально поддержанный ОВР независимый кандидат Валентина Пивненко, победившая в карельском одномандатном округе, вскоре вошла в региональный политсовет «Единства».
В марте 2000 года, накануне президентских выборов, Сергей Катанандов высказался за семилетний либо даже пожизненный срок полномочий Президента РФ и согласился с идеей замены выборности глав субъектов РФ на назначение указом президента.
С 12 марта по 17 сентября 2001 — член президиума Государственного совета Российской Федерации
.
26 декабря 2001 года покинул Совет Федерации в связи с изменением порядка его формирования. В качестве сенатора от исполнительной власти выдвинул своего бывшего соперника Виктора Степанова.
С 12 мая 2002 года, после проведения общереспубликанского референдума, должность именуется «Премьер-министр Правительства Республики Карелия». Сергей Катанандов проработал в этой должности до 31 декабря 2002 года.

### Глава Республики Карелия (2002—2006)
28 апреля 2002 года на выборах главы Республики Карелия Катанандов победил в первом туре, набрав 53,35 % голосов (в несколько раз больше своих ближайших конкурентов из СПС и Яблока, Артура Мяки и Василия Попова). Поддержка Катанандову была оказана со стороны сформированного в ходе подготовки к выборам губернатора и Законодательного собрания блока «Согласие Карелии», основу которого составили ранее противоборствовавшие республиканские отделения «Единства» и «Отечества». Предвыборная кампания сопровождалась информационной войной между Поповым и подконтрольными Катанандову республиканскими СМИ Идти на второй срок губернатор согласился несмотря на возможные перспективы возглавить Госстрой.
В ноябре 2004 года Катанандов внёс на рассмотрение ЗС законопроект «О социальной поддержке граждан», разработанный его администрацией. Закон был направлен на «углубление» федеральной реформы по монетизации льгот и предусматривал отмену всех государственных обязательств перед льготниками, в том числе и на 50-процентную оплату коммунальных услуг, предлагая вместо льгот компенсации в размере 200—300 рублей. В ноябре-декабре в Петрозаводске вспыхнули многотысячные митинги, поддержанные Яблоком и КПРФ, с требованиями прекращения рассмотрения закона и (впервые в карьере политика) губернаторской отставки. Депутаты парламента, подконтрольного прокатанандовскому «Согласию», придержали процесс принятия законопроекта, однако реакции на протесты со стороны администрации главы не последовало, официальные СМИ полностью проигнорировали события.
В феврале 2005 года, под давлением протестующих льготников, закон вступил в силу со значительными смягчающими поправками, а власти республики вскоре взяли на себя обязательства по увеличению размеров выплат по мере роста республиканского бюджета.

### Переназначение и третий срок (2006—2010)
Идею отказа от прямых выборов в пользу назначения руководителей регионов федеральными властями Катанадов озвучивал ещё в 2002 году.
9 февраля 2006 года, несмотря на своё изначальное намерение отказать главе Карелии в поддержке при его переназначении по истечении губернаторского срока, Илья Клебанов представил его кандидатуру для повторного наделения полномочиями на рассмотрение президента в одном списке с «техническими» кандидатами Павлом Черновым и Николаем Левиным. 26 февраля 2006 года Владимир Путин внёс кандидатуру Катанандова на рассмотрение Заксобрания Карелии, и уже 3 марта депутаты единогласно утвердили его в должности Главы Республики (на 5 лет).
Крупнейшим кризисом для Республики в период правления Катанандова стали массовые беспорядки в Кондопоге в сентябре 2006 года, главной причиной которых губернатор назвал неуважительное отношение приезжих к местному населению, а также подстрекательские действия со стороны третьих сил. К ноябрю, в ходе решения проблем, приведших к накалу обстановки в регионе, республиканская власть оказалась на грани системного кризиса — девять глав районов были отправлены в отставку, лишились своих мест и председатели госкомитетов по местному самоуправлению и национальной политике. Сам Катанандов, в свою очередь, подвергся резкой критике со стороны Владимира Путина, после того как отправился в отпуск в Португалии, не дождавшись формирования местных органов власти Кондопожского района. Впервые в своей практике президент России до руководителя региона не смог даже дозвониться.
На выборах в республиканский парламент Карелии, проходивших в октябре 2006 года, возглавил партийный список Единой России, набравший 38,92 % голосов избирателей. На думских выборах, состоявшихся в следующем году, пошёл во главе региональной группы списка партии, получившего в Карелии 57,3 %. В обоих случаях отказался от полагавшегося ему депутатского мандата.
Осень 2007 года ознаменовалась конфликтом губернатора с Петросоветом, ведущими силами внутри которого являлись представители фракций «Справедливая Россия» и «Яблоко» во главе с председателем совета Василием Поповым, направившим 20 сентября обращение к президенту России, в котором они попросили отставки Катанандова, обвинив его в коррупции и лоббировании интересов бизнеса, в частности владельца холдинга «Лотос» Леонида Белуги. В ответ губернатор обвинил депутатов в клевете и подал иск в городской суд, потребовав 50 миллионов рублей за нанесённый ему моральный вред. Суд удовлетворил иск, сократив сумму до 200 тысяч. Повторное обращение к президенту в ноябре того же года, как и предыдущее, не получило ответа, а прокуратура Карелии пригрозила депутатам уголовным разбирательством.
В конце мая 2009 года оказал давление на петрозаводскую бесплатную газету «Искра» из-за публикации перевода критической статьи о президенте Дмитрии Медведеве. Газета принадлежала Василию Попову.
30 июня 2010 года Катанандов по собственному желанию досрочно сложил полномочия главы республики, хотя срок полномочий истекал лишь в марте 2011 года.

### Критика и причины отставки
Отмечается, что отставка Катанандова, последовавшая летом 2010 года, назревала давно, и о ней говорили ещё в 2006 году после беспорядков в Кондопоге; также отмечается, что рейтинг Катанандова неуклонно снижался. К руководству региона имелись претензии экономического характера, в частности по скандалам вокруг месторождений щебня; ситуация в сфере ЖКХ носила тяжёлый характер. Кроме того в числе причин отставки называются конфликт Катанандова с полпредом по Северо-Западу Ильёй Клебановым, поражение «Единой России» на выборах глав муниципальных образований, скандал вокруг выборов мэра Петрозаводска и конфликт вокруг утверждения сенатором Девлетхана Алиханова.

## Член Совета Федерации от Республики Карелии (2010—2017)

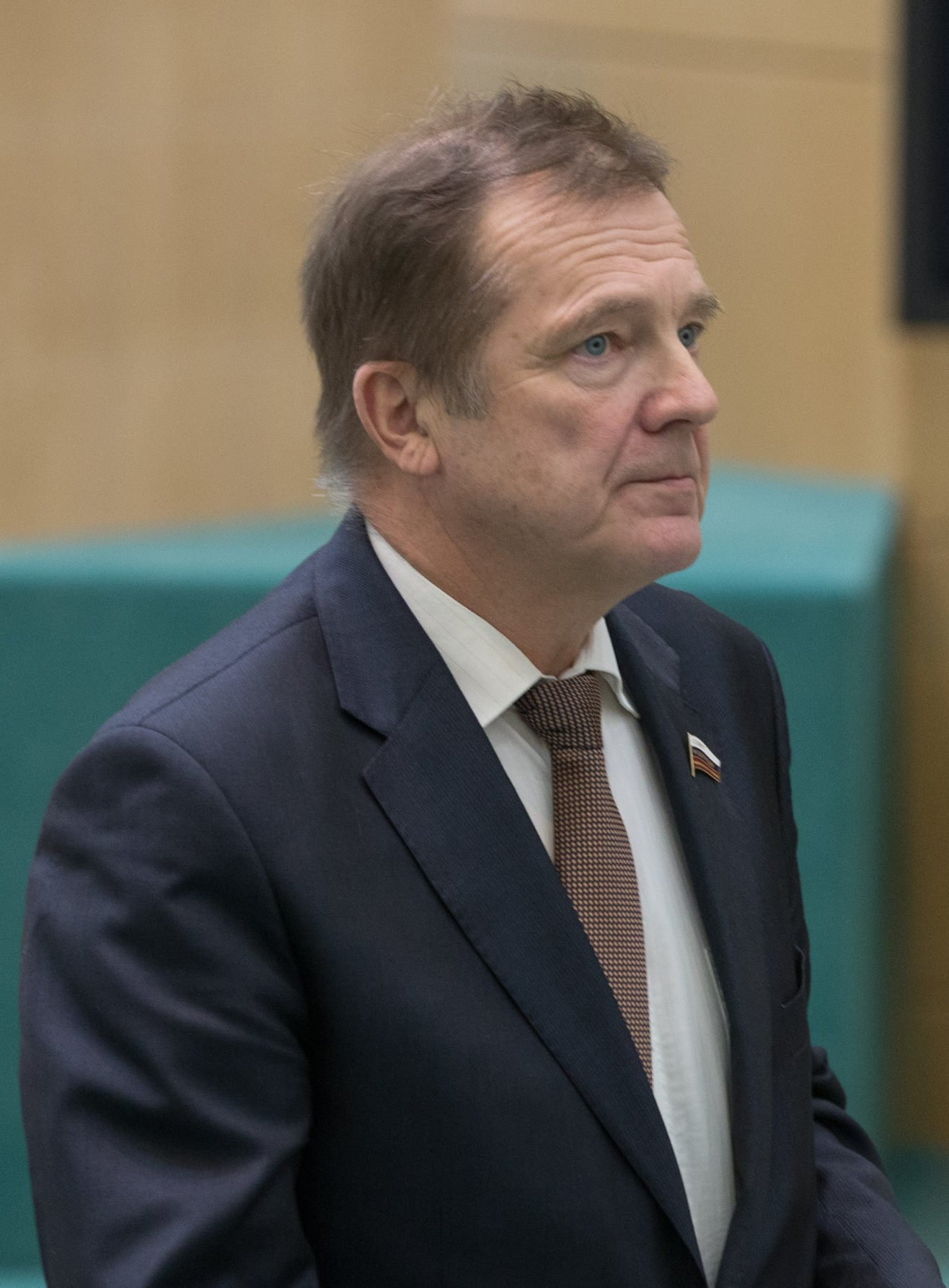
С. Л. Катанандов в Совете Федерации, 2016

С 22 сентября 2010 года — член Совета Федерации Федерального собрания РФ от исполнительной власти Республики Карелия. В Совете Федерации Сергей Катанандов занял пост первого заместителя Комитета по федеративному устройству, региональной политике, местному самоуправлению и делам Севера, а также вошёл в Комиссию по вопросам развития институтов гражданского общества и Комиссию по взаимодействию со Счётной палатой Российской Федерации.
14 июня 2012 года переназначен в должности новым главой республики Александром Худилайненом.
25 сентября 2017 года полномочиями члена Совета Федерации Федерального собрания РФ от исполнительной власти Республики Карелия Указом нового Главы Республики Карелия Артуром Парфенчиковым был наделён Александр Ракитин.

## Прочее
Кандидат философских наук. Действительный член Российской инженерной академии.
Возглавляет региональное отделение партии «Единая Россия» в Республике Карелия с момента его создания 1 марта 2002 года. Член партии «Единая Россия» с 22 декабря 2004 года.

## Награды
- Почётный гражданин Республики Карелия (2020)[42]
- Орден Александра Невского (20 марта 2017) — за большой вклад в развитие российского парламентаризма и активную законотворческую деятельность[43]
- Почетная грамота Республики Карелия (24 апреля 2015) — за заслуги перед республикой и многолетний добросовестный труд
- Почётная грамота Правительства Российской Федерации (2 декабря 2013) — за активное участие в законопроектной деятельности и развитие парламентаризма[44]
- Почетный гражданин Петрозаводска (2011)[45]
- Орден Дружбы (8 октября 2010) — за заслуги перед государством и большой вклад в укрепление дружбы и сотрудничества между народами[46]
- Командор ордена Льва Финляндии (2010)[47]
- Медаль «За содействие органам наркоконтроля» (ФСКН России, 2008)[48]
- Орден святого равноапостольного великого князя Владимира II степени (РПЦ, 2007)[49]
- Орден «За заслуги перед Отечеством» IV степени (29 марта 2004) — за большой вклад в укрепление российской государственности и многолетнюю добросовестную работу[50]
- Орденом святого Андрея Рублева II степени (РПЦ, 2004)
- Почётный знак Совета Федерации Федерального Собрания Российской Федерации «За заслуги в развитии парламентаризма» (2004)
- Знак «Почётный работник общего образования Российской Федерации» (Министерство образования и науки России, 2002)
- Медаль «В память 200-летия Минюста России» (Министерство юстиции Российской Федерации, 2002)
- Орден преподобного Сергия Радонежского I степени (РПЦ, 2002)
- Медаль «За укрепление боевого содружества» (Минобороны России, 2001)
- Почётная грамота Совета Федерации Федерального Собрания Российской Федерации (2001)
- Орден Почёта (24 апреля 2000) — за большой вклад в социально-экономическое развитие Республики Карелия и многолетний добросовестный труд[51]
- Почётный доктор Петрозаводского государственного университета (2000)[52]
- Медаль Анатолия Кони (Министерство юстиции Российской Федерации, 2000)
- Знак МЧС России «За заслуги» (2000)
- Орден святого благоверного князя Даниила Московского II степени (РПЦ, 2000)[53]
- Заслуженный работник народного хозяйства Республики Карелия (1995)

## Семья
Жена — Наталья Леонидовна Катанандова (Рыжкова), родилась в 1955 году, в семье известного карельского биолога. Окончила историко-филологический факультет ПетрГУ, работает логопедом в одной из городских поликлиник. Заслуженный работник здравоохранения Республики Карелия (2005). Двое детей. Александр Катанандов (р. 1973) — выпускник Факультета промышленного и гражданского строительства ПетрГУ, работает программистом. Денис Катанандов (р. 1982) окончил Юридический факультет ПетрГУ, судья Верховного суда Республики Карелия.